# Commentaar van Gongyang op de Lente- en herfstannalen
Het Commentaar van Gongyang (Gongyang zhuan) is een commentaar op de Lente- en Herfstannalen en behoort net als de Guliangzhuan en de Zuozhuan tot de drie commentaren die zelf ook weer tot de Confucianistische Klassieken worden gerekend. De drie commentaren zijn voortgekomen uit drie verschillende richtingen, die elk op eigen wijze de Lente- en Herfst Annalen interpreteerden. De traditie van Gonyang was vermoedelijk afkomstig uit de staat Qi en was gedurende de westelijke Han-dynastie het belangrijkste commentaar. Zo liet de confucianistische geleerde Dong Zhongshu (179-104 v.Chr.) zich bij zijn juridische beoordelingen als rechter vaak leiden door dit werk.

## Ontstaan
De Gongyangzhuan werd traditioneel toegeschreven aan Zixia (子夏), een leerling van Confucius. De tekst werd mondeling doorgegeven en uiteindelijk heeft Gongyang Gao (公羊高, ook wel Gongyang shi, 公羊氏) het werk opgeschreven op bamboe en zijde. Dit gebeurde tijdens de regering van keizer Jing (157-141 v.Chr.). Het commentaar werd, net als de Guliangzhuan in verband gebracht met de nieuwe teksten (jinwen), dat wil zeggen teksten die stammen uit de pre-Qin-tijd, onder de Qin werden verboden en gedurende de Han-dynastie opnieuw zijn opgeschreven in het gestandaardiseerde klerkenschrift. Tegenwoordig neemt men aan dat de overgeleverde tekst veel ouder is en stamt uit de periode van de Strijdende Staten. Het commentaar werd in de 2e eeuw door He Xiu (何休, 129-182) tot één geheel versmolten met de Lente- en Herfst Annalen. Zijn werk vormt de basis voor de huidige versie.

## Inhoud
Net als de Guliangzhuan is ook de Gongyangzhuan geschreven in de vorm van een catechismus: door middel van vragen en antwoorden wordt commentaar geleverd op de gebeurtenissen die in de Lente- en Herfst Annalen zijn beschreven. Door te letten op de woordkeuze werd zo duidelijk gemaakt met welke gebeurtenissen Confucius zou hebben ingestemd en welke door hem werden afgewezen. (baobian 褒貶, letterlijk: prijzen en afkeuren). Men probeerde zo de diepere zin van de woordkeuze te verklaren.

## Vertalingen
- Miller, Harry, The Gongyang Commentary on The Spring and Autumn Annals. A Full Translation, New York 2015, ISBN 978-1-137-49763-5.
  - Een volledige vertaling.
- Malmqvist, Göran, 'Studies on the Gongyang and Guliang commentaries' in: Bulletin of the Museum of Far Eastern Antiquities, 43 (1971), pp. 67–222; 47 (1975) pp. 19–70 en 49 (1977) pp. 33–215.
  - Vertaling van grote delen van beide commentaren.